# Balıklıihsaniye, Hendek
Balıklıihsaniye là một xã thuộc quận Hendek, tỉnh Sakarya, Thổ Nhĩ Kỳ. Dân số thời điểm năm 2008 là 74 người.